# 9848 Yugra
A 9848 Yugra (ideiglenes jelöléssel 1990 QX17) a Naprendszer kisbolygóövében található aszteroida. Ljudmila Vasziljevna Zsuravljova fedezte fel 1990. augusztus 26-án.